# Фарш и картошка
Фарш и картошка (англ. Mince and tatties) — популярное шотландское блюдо, состоящее из говяжьего фарша и картофельного пюре. Иногда содержит другие овощи или загустители. Блюдо традиционно ассоциируется со школьными обедами.

## Приготовление
Не существует определенного рецепта приготовления, в зависимости от повара существуют вариации ингредиентов. По сути, блюдо состоит из различного количества говяжьего фарша, лука, моркови или других корнеплодов, например, брюквы, приправ и бульона. К фаршу добавляется обжаренная морковь с луком, после чего он тушится. В пюре кладут сливочное масло, молоко или сливки. Некоторые повара добавляют загустители для фарша, такие как мука, овсянка или кукурузная мука.

## История
Несмотря на опасения, что британцы больше не едят традиционные блюда, фарш и картошка по-прежнему популярно в Шотландии. Опрос, проведенный Scottish Daily Express в 2009 году, показал, что это самое популярное шотландское блюдо: треть респондентов заявили, что едят фарш с картошкой раз в неделю. Это поставило его выше других традиционных шотландских блюд, таких как копчёный лосось, хаггис, шотландские пироги и шотландский суп с перловкой. В Тобермори на острове Малл проводится ежегодный конкурс, чтобы определить лучший «минс эн таттис».
Фарш и картошка хорошо известно тем, что издавна подавалось в школьных столовых, так как качество ингредиентов и возможность накормить большое количество детей сделало его популярным. В последние годы предпринимались попытки модернизировать это блюдо, в результате чего оно появилось в списке 100 лучших блюд, доступных в Лондоне в 2012 году по версии журнала Time Out. Версия ресторана Dean Street Townhouse вошла в список лучших британских блюд.